# Успенский (Орловский район)
Успе́нский — хутор в Орловском районе Ростовской области.
Входит в состав Майорского сельского поселения.

## Население
| 2010 |
| ---- |
| 254  |

## Улицы
- ул. Коммунальная,
- ул. Молодёжная,
- ул. Полевая,
- ул. Степная.